# Indian Packing Company
 (signalé en mai 2025).
Si vous disposez d'ouvrages ou d'articles de référence ou si vous connaissez des sites web de qualité traitant du thème abordé ici, merci de compléter l'article en donnant les références utiles à sa vérifiabilité et en les liant à la section « Notes et références ».
- Archive Wikiwix
- Bing
- Cairn
- DuckDuckGo
- E. Universalis
- Gallica
- Google
- G. Books
- G. News
- G. Scholar
- Persée
- Qwant
- (zh) Baidu
- (ru) Yandex
- (wd) trouver des œuvres sur Wikidata

L'Indian Packing Company est une entreprise liée à l'industrie de la viande en conserve créée dans le Delaware en 1919. Sa viande en conserve est vendue sous le nom de Council Meats.

## Historique
En 1921, date de sa fusion avec Acme Packing Company, elle possède des installations à Green Bay, Providence, Greenwood et Dupont.
L'entreprise ferme ses portes en juin 1943 en raison de pénuries d'approvisionnement liées à la Seconde Guerre mondiale et n'a pas rouvert après la guerre.

## Postérité
L'entreprise est entrée dans la postérité pour avoir donné son nom aux Packers de Green Bay, une franchise de football américain basée dans le Wisconsin. Curly Lambeau, fondateur de l'équipe était aussi un commis aux expéditions de l'entreprise, et il avait demandé avec succès au propriétaire de l'entreprise de l'argent pour les maillots et l'utilisation du terrain de sport de l'entreprise.